# La Crève
La Crève est un roman de François Nourissier publié le 1er octobre 1970 aux éditions Grasset et ayant reçu la même année le prix Femina.

## Éditions
- La Crève, éditions Grasset, 1970.